# Družina za umret
Družina za umret (originalno Married… with Children) je uspešna ameriška situacijska komedija, ki govori o kaotični, necivilizirani in katastrofalni družini, ki živi v Chicagu, Illinois. Snemali so jo v letih 1987–1997 in s tem še danes velja za najbolj uspešno televizijsko serijo vseh časov. V Sloveniji je serijo predvajal Kanal A.
Ustvarila sta jo Michael G. Moye in Ron Leavitt. Z enajstimi sezonami in 259 epizodami je druga najdlje predvajana serija na tv mreži FOX (takoj za Simprosnovimi) in najdlje predvajana situacijska komedija. Naslovna pesem vsake epizode je »Love and Marriage«, ki jo poje Frank Sinatra.

## Glavni liki

### Člani družine Bundy

#### Al Bundy
Al (Ed O'Neill) je glava družine Bundy. Zaradi »Bundyjevega prekletstva« je obsojen na nesrečo in na stalni neuspeh na vsakem področju svojega življenja. Nekoč je bil obetaven igralec ameriškega nogometa na izmišljeni gimnaziji Polk High (njegov najponosnejši trenutek v življenju je bil, ko je na eni tekmi dosegel štiri touchdowne), dobil je štipendijo in bil na poti na kolidž, a je potem svojemu dekletu naredil otroka, se poročil z njo in postal prodajalec čevljev v Garyjevih čevljih v blagovnici New Market Mall.
Zanj je njegova družina vzrok njegovega neuspeha in njegova zamera njim (in strah pred seksom z njegovo ženo) sta vir večine humorja v seriji. Kakorkoli, Al jim je vseeno predan, saj zaščitniško pretepa Kellyjine fante, nekoč je grozil slačifantu («Če moja žena kaj zgubi v tvojih hlačah, boš tudi ti.«), enkrat je dal Budu za 18. rojstni dan celotno plačo, da je lahko šel v striptiz klub, in vztraja v slabi službi, da prinaša hrano na mizo.
Pogosto obiskuje striptiz klube s svojimi prijatelji. Edino, kar ga vedno spravi v dobro voljo, je, ko gleda svojo ženo, kako fizično dela, kar pa se pravzaprav nikoli ne zgodi. V epizodi 5. sezone, predvajane leta 1990, je omenjeno, da ima Al 43 let. Al ima izedno močan vonj nog, raje ima televizijo in bovling kot svojo disfunkcionalno družino pa tudi življenje garanja in lakote (Peg noče kuhati in pravi, da je alergična na ogenj, čeprav kadi). Velikokrat je v svojem značilnem položaju - zleknjen na zofi, z eno roko pod pasom svojih hlač.
Vonj nog ni njegova edina zdravstvena težava; leta 1993 je imel hudo obliko prhljaja. Zelo slabo skrbi tudi za svoje zobe, kar smo izvedeli v epizodi »Tooth or Consequences«, kjer ga njegova slaba ustna higiena (med drugim zeleni, črni, krvaveči in manjkajoči zobje) pripelje do obiska pri zdravniku s tipičnimi nesrečnimi rezultati.
Alova najljubša TV-oddaja, izmišljeni Psiho očka (Psycho Dad), je bil vir radosti in zabave, ki ju je Al občasno želel posnemati. Mrmral je besede naslovne pesmi in se pretvarjal, da »strelja« s svojo namišljeno pištolo med gledanjem oddaje. Njegove druge radosti so bili vesterni, še posebej filmi Johna Wayna, najbolj znan med njimi je bil Hondo, dokler ga ni Peggyjina družina presnela s pesmijo, posvečeno njej.
Al izredno obožuje svoj avto - 1974 Dodge Dart, ki se je vseskozi kvaril, niso mu delale zavore itd. V četrti sezoni ga je Al še vedno odplačeval, čeprav je bil takrat star že precej čez 20 let. Do osme sezone je Dart prevozil že 1,6 milijona kilometrov (milijon milj), ter mu za to častitljivo kilometrino pride čestitati direktor General Motorsa z obljubo, da dobi čisto novi avto, če lahko poslikajo števec, ko se bo ta obrnil na milijon milj. Seveda Al noč pred tem na avtu pozabi potrgniti ročno zavoro ter se tako odpelje po ulici navzdol in števec se obrne na eno miljo. V eni od epizod njegovemu ljubljenemu Dodgeu odpove črpalka za gorivo ter tako nesrečni Dodge umre. Na pomoč mu priskoči Jefferson, ki mu obljubi novo črpalko. Dobi je na Kubi ter tako njegov avto spet oživi Al pa prizna Dodgeu, da nikoli ne bi imel drugega avta.
V kasnejših epizodah skupaj z prijatelji ustanovijo tajno društvo NO MA'AM (Ne gospa ali v originalu National Organization of Men Against Amazonian Masterhood). Skupaj se borijo proti ženski nadvladi in feminizmu, ter imajo vizijo da so vse ženske privlačne razen njihove žene. V eni od epizod Al zaradi davka na pivo skupaj z ostalimi člani ustanovi NO MA'AM cerkev, ker duhovniki in cerkve ne plačujejo davkov ter v tem vidi priložnost za ogromen zaslužek. Njihovi veri se pridruži tudi sam ameriški predsednik Bill Clinton, seveda v tajnosti pred Hilary. Njihova ideja je nekaj časa celo uspešna dokler na otvoritev cerkve, ravno med Alovim nagovorom njegovim vernikom, ne vdre Marcy s svojo skupino feministk ter razkrinka Ala kako je užival z svojo ženo Peggy na večerji ter v hotelu. Seveda se NO MA'AM vera takoj razpade, Al pa v glavo dobi kamen. V božični epizodi se Al izredno veseli, da bo kot vsako leto tradicionalno pogledal božično epizodo Psiho očka, vendar je ta na Peggyino veselje ukinjen in zamenjan z obilo drugih nesmiselnih showov. Za vsem tem seveda stoji Marcy, ki je dosegla s svojo žensko skupino da se Psiho očka ukine. Al s svojimi možmi iz društva NO MA'AM ne okleva temveč se odpravi na potovanje rešitve serije, ki se seveda konča klaverno za njih saj glavni igralec prekinja snemanje serije. Njihovi podvigi so nadvse smešni ter začinijo veliko epizod.

#### Peggy Bundy
Margaret »Peggy« Bundy (dekliško ime Wanker) (Katey Sagal) je Alova lena žena. Noče kuhati, niti pospravljati po hiši in raje kupi nove obleke, namesto da bi jih prala. Niti pomisli ne, da bi si našla službo. Čez dan si rada pogleda vse pogovorne oddaje, zleknjena na ljubem družinskem kavču, ob tem pa poje na tone bonbonov (in se ne zredi). Njeni najljubši oddaji sta Oprah show in Donahue, z veseljem pa si pogleda tudi nakupovalni program Shop at Home Network. Peggy je rdečelaska in navadno nosi obleke, modne v 60-ih, pozneje 70. letih - oprijete hlače in majice ter visoke petke, zaradi katerih je njen način hoje edinstven. Peggy je v prvih nekaj sezonah kadila, a je kmalu nehala. Proti koncu prve sezone se razkrije, da je bila njena poroka z Alom posledica izziva, čeprav bi to lahko bila ena njenih sarkastičnih opazk. Nenehno zapravlja tisto malega denarja, kar ga Al zasluži, za drage obleke in ničvredno šaro ter krade celo otrokoma, da dobi nekaj dodatnega denarja.
Njeno dekliško ime je Wanker in njena družina izvira iz izmišljenega podeželskega okrožja Wanker, Wisconsin, kjer »kot je rekel Einstein, je vsak relativen«. Nikoli ni pojasnjeno, kako je lahko hodila v gimnazijo z Alom, kajti njeni starši niso nikdar zapustili okrožja Wanker.
Navzlic svojemu neprimernemu obnašanju, je moškim splošno gledano všeč, tudi Alu, vsaj takrat, ko dela. Tako kot Al, tudi ona ne bi nikdar prevarala partnerja, v nasprotju z Alom pa uživa v zakonskem seksu, čeprav se nenehno pritožuje zaradi Alove vzdržljivosti. Zdi se, da je moževo pogledovanje za drugimi ženskami, branje pornografskih revij ali obiskovanje striptiz barov ne moti, najbrž zato, ker vse to počne tudi sama - z moškimi. Zaradi njenega entuziazma so v nekaterih striptiz klubih, ki jih obiskuje, uvedli »Bundyjevo pravilo« - ženske ne smejo več hoditi v garderobe, da bi se srečale s plesalci. V 6. sezoni je Sagalova zanosila, kar so vnesli tudi v serijo. Toda Sagalova je splavila, zato so scenaristi vso zgodbo predstavili kot še eno Alovih mor. Sagalova je bila v času snemanja noseča še dvakrat, toda scenarista tega niso vnesli v serijo, ampak so jo raje snemali od trebuha navzgor ali pa spisali epizode brez lika Peggy, njeno odsotnost pa razložili s tem, da išče svojega izginulega očeta (ki se je pojavil v nekaj epizodah, igral je komik Tim Conway), in da le občasno pokliče domov.

#### Kelly Bundy
Kelly (Christina Applegate), svetlolasa lepotica z izredno nizkim inteligenčnim količnikom.

#### Bud Bundy
Bud (David Faustino), podoben je svojemu očetu, vendar zelo bister in pri ženskah izredno neuspešen.

#### Buck
Družinski pes, pozneje pogine in družina dobi novega psa Luckyja.

### Njihovi sosedje

#### Marcy D'Arcy, prej Rhoades
Marcy (Amanda Bearse)
Marcy je soseda družine Bundy. Živi nasproti njih in je zaposlena v banki. Vedno je v prepirih z Alom, ki jo zmerja da je kokoš ali kaj podobnega. Večina njunih prepirov je tudi največkrat razlog za zaplet v seriji ali samo smešne scene. Bila je poročena s Steveom ampak sta se čez nekaj sezon razšla ona pa je našla mlajšega, lepšega a vendar lenega ter samovšečnega moža Jeffersona.

#### Steve Rhoades
Steve (David Garrison, 1987-1991)
Steve je bivši mož Marcy, izredno sposoben in zaposlen v banki. Čez epizode postaja vse boljši Alov prijatelj in se včasih tudi norčuje iz Marcy. Čez nekaj sezon se Steve in Marcy ločita, on pa se zaposli najprej kot voznik pomembneža nato pa v živalskem rezervatu.

#### Jefferson D'Arcy
Jefferson (Ted Mc Ginley, 1991-1997)
Jefferson je drugi mož Marcy. Je lep, postaven, samovšečen a izredno len ter si noče najti službe, tako da je v bistvu moška različica Peggy. Ves Marcyin denar zapravlja za razne salone, masaže, savne in kozmetiko čeprav ona tega ne odobrava in mu govori naj si vendarle najde delo. V eni od epizod se odkrije da je bil nekdanji uslužbenec tajne agencije CIA in je bil zelo nevaren (njegovo srečanje z Fidelom Castrom, Ala obišče nek moški ter mu pokaže slike svetovnih voditeljev na katerih je tudi Jefferson). Jefferson in Al postaneta velika prijatelja in tako tudi on začne zbijati šale na račun Marcy. Velikokrat hodi z  Alom v striptiz klub ter je tudi član njegove organizacije NO MA'AM, seveda skrito pred Marcy.

## Zanimivosti
Bundyjevi živijo na Jeopardy Lane 9674 (v slovenščini Ulica tveganja 9674) v Chicagu (Illinois), njihova telefonska številka pa je 555-2878.

## Nagrade
- emmyji (7 nominacij) - dvakrat nominirani (elektronska) osvetlitev in montaža, trikrat kostumi, vse za posamezno epizodo
- zlati globusi (7 nominacij) - štirikrat nominirana Katey Sagal v kategoriji Najboljša igralka v muzikalu ali komični seriji, dvakrat nominiran Ed O'Neill v kategoriji Najboljši igralec v muzikalu ali komični seriji
- Nagrade TV Land Awards (nagrada za inovacijo - celotna ekipa) - 2009